# Reunion torony
A Reunion torony a Welton Becket & Associates tervei alapján két év alatt épült meg. 1978 tavaszán nyitott meg. 
560 láb (170 m) magasságával Dallas 15. legmagasabb felhőkarcolója, és az egyik legismertebb látványossága. Dallas belvárosában, a Reunion körzetben található a 300. Reunion Blvd.-on. A torony része a Hyatt Regency Hotelnek. 
A központi öntött beton hengert 3 kisebb átmérőjű henger veszi közre háromszög formában. Belsejükben liftek viszik fel a látogatókat a felső 3 szintes gömbszerkezetbe. A gömbkupolát egy 260 kereszteződési pontban találkozó acéltámasz fogja körbe. Minden egyes metszéspontjában égő található, mely különböző mintázatban és fény show-val világít az éjszaka folyamán. Évente kétszer, Szent Patrik napján zöld és az autizmus világnapján pedig kék fényárba burkolódzik. 68 másodpercig tart feljutni az üveglifttel a gömb alsó szintjére(The Lookout), ahol 360 fokos sétát tehetünk, megcsodálva a páratlan kilátást a Dallas-Fort Worth térségre, mely éjjel-nappal lenyűgöző. Felsőbb két emeletén koktélbár és étterem található. Ezek a szintek úgynevezett forgó emeletek, amelyek 55 perc alatt fordulnak egy teljes kört.

## Fordítás
Ez a szócikk részben vagy egészben  a   Reunion Tower című angol Wikipédia-szócikk fordításán alapul.  Az eredeti cikk szerkesztőit annak laptörténete sorolja fel. Ez a jelzés csupán a megfogalmazás eredetét és a szerzői jogokat jelzi, nem szolgál a cikkben szereplő információk forrásmegjelöléseként.